# Technischer Kaufmann
Technischer Kaufmann ist eine Berufsbezeichnung für Techniker, die kaufmännische Aufgaben in ihrem Betrieb übernehmen.
In Deutschland ist Technische/r Kaufmann/-frau eine Weiterbildung, „die durch interne Vorschriften der Lehrgangsträger geregelt ist“. Die Vorbereitungskurse auf die Weiterbildungsprüfung sind in fünf Module eingeteilt und dauern in der Regel 9 Monate. Das Aufstiegsfortbildungsförderungsgesetz und das Aufstiegsstipendium unterstützen Studierende finanziell. Erstmals bot die Staatliche Berufsschule Eichstätt eine entsprechende Ausbildung an.
In Österreich sind technische Kaufleute Bindeglieder zwischen technischen und kaufmännischen Abteilungen ihrer Firma. Sie verdienen mit entsprechender Ausbildung ungefähr zwischen 3210 und 3480 € pro Monat.
In der Schweiz führt Anavant die Berufsprüfung Technische/r Kaufmann/-frau mit eidgenössischem Fachausweis durch. „Technische Kaufleute arbeiten als Fach- und Führungspersonen im technisch-betriebswirtschaftlichen Umfeld.“